# Kikiki huna
Kikiki huna (лат.) — вид мелких перепончатокрылых насекомых, единственный в составе рода Kikiki из семейства паразитических наездников Mymaridae надсемейства Chalcidoidea подотряда Стебельчатобрюхие. Длина около 0,2 мм. Гавайские острова.

## История открытия
Открыты в 2000 году (Huber & Beardsley, 2000) на Гавайских островах (США), откуда был описан единственный вид рода — Kikiki huna Huber, 2000.

## Этимология
Название рода, Kikiki, в переводе с гавайского означает «крошечный кусочек» и относится к женскому роду. Видовой эпитет, huna, — это другое гавайское слово, также означающее крошечный кусочек.

## Описание
Один из самых мелких в мире видов насекомых. Длина тела около 0,2 мм (158—235 мкм). Жгутик усика самок 4-члениковый с 2-члениковой булавой. Лапки 3-члениковые.

## Распространение
Гавайские острова (остров Молокаи, Moloka‘i).